# Кузьмоловское городское поселение
Кузьмоловское городско́е поселе́ние — муниципальное образование в составе Всеволожского района Ленинградской области.
Административный центр — городской посёлок Кузьмоловский.
Глава поселения — Спицын Юрий Михайлович. Глава администрации — Кобзев Денис Владимирович. Телефоны администрации: (81370) 94-033.
Почтовый адрес администрации:188663, Ленинградская область, Всеволожский район, п. Кузьмоловский, улица Рядового Л. Иванова, дом 2Г.

## Географические данные
Общая площадь: 2431 га
- Расположение: центральная часть Всеволожского района
  - Граничит:
    - на севере — с Токсовским городским поселением
    - на востоке — со Всеволожским городским поселением
    - на западе — с Бугровским городским поселением
    - на юге — с Новодевяткинским сельским поселением и Муринским городским поселением

По территории поселения проходит железная дорога Приозерского направления.
По территории поселения проходят автомобильные дороги:
- 41К-065 (Санкт-Петербург — Матокса)
- 41К-066 (Подъезд к ст. Ламбери)
- 41К-075 (Юкки — Кузьмоловский)
- 41К-337 (подъезд к дер. Варкалово)

Расстояние от административного центра поселения до районного центра — 35 км.

## История
Кузьмоловское городское поселение образовано 1 января 2006 года в соответствии с областным законом № 17-оз от 10 марта 2004 года.

## Население
| 2006    | 2010    | 2011    | 2012    | 2013    | 2014    | 2015    |
| ------- | ------- | ------- | ------- | ------- | ------- | ------- |
| 9500    | ↗10 014 | ↗10 018 | ↗10 120 | ↗10 229 | ↗10 424 | ↗10 441 |
| 2016    | 2017    | 2018    | 2019    | 2020    | 2021    | 2023    |
| ↘10 346 | ↗10 444 | ↗10 557 | ↗10 815 | ↗10 915 | ↗13 522 | ↗13 532 |
| 2024    | 2025    |         |         |         |         |         |
| ↘13 531 | ↘13 480 |         |         |         |         |         |

## Состав городского поселения
На территории поселения находятся 4 населённых пункта:
| № | Населённый пункт | Тип населённого пункта | Население      |
| - | ---------------- | ---------------------- | -------------- |
| 1 | Варкалово        | деревня                | ↘13 (2017)     |
| 2 | Кузьмолово       | деревня                | ↗465 (2017)    |
| 3 | Кузьмоловский    | городской посёлок      | ↘12 727 (2025) |
| 4 | Куялово          | деревня                | ↗100 (2017)    |

## Экономика
На территории муниципального образования работают: РНЦ «Прикладная химия» (ГИПХ), ЗАО «ПСК Кузьмолово», завод кормов для животных «Aller Petfood», ООО «ЕКА-Групп».

## Фото

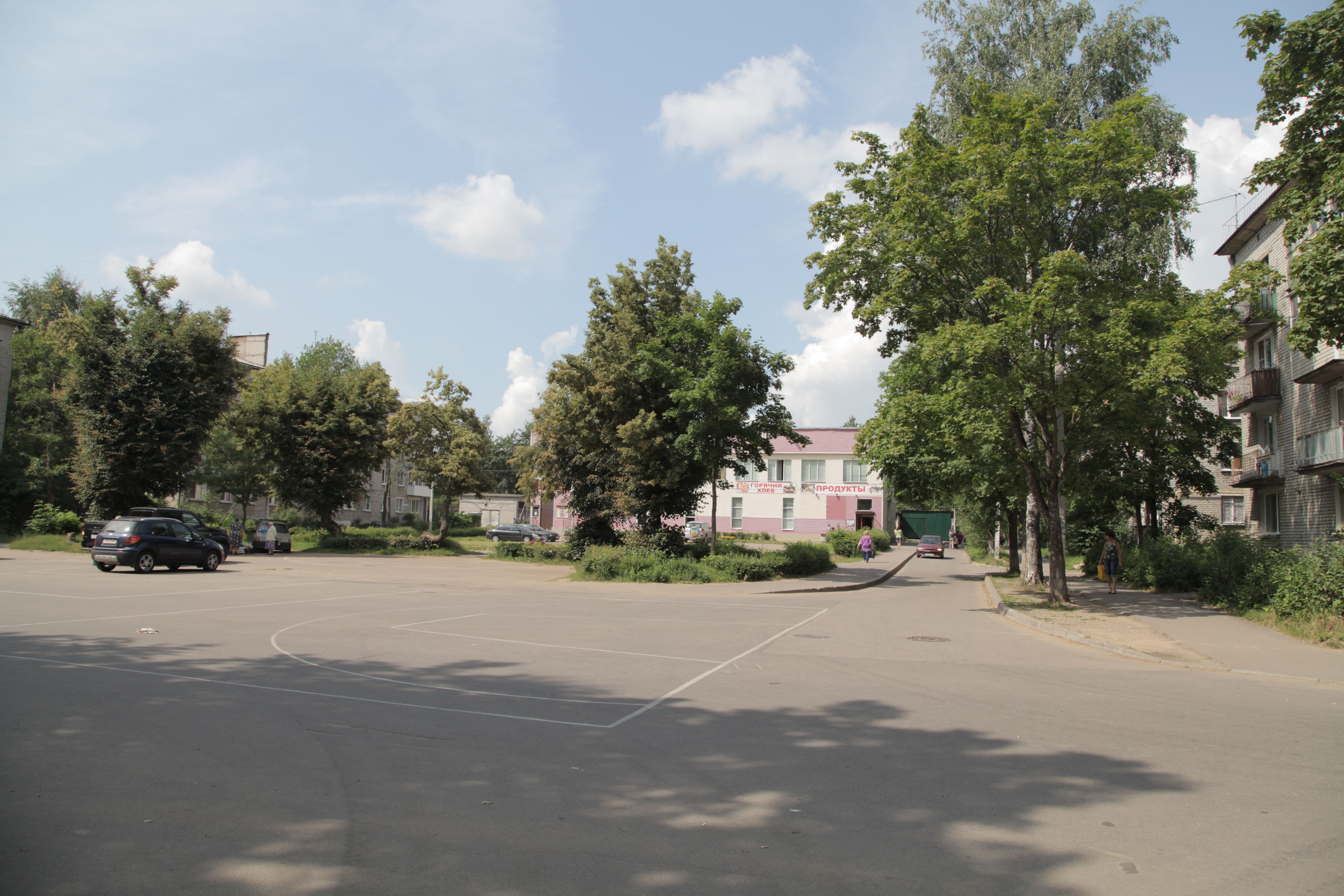
Посёлок Кузьмоловский. 2013 год